# Basilea II
Basilea II (o Basilea 2) è la denominazione breve con cui è conosciuto il documento International Convergence of Capital Measurement and Capital Standards (Nuovo Accordo sui requisiti minimi di capitale) firmato a Basilea nel 2004. È un accordo internazionale di vigilanza prudenziale, maturato nell'ambito del Comitato di Basilea, riguardante i requisiti patrimoniali delle banche, in base al quale, le banche dei Paesi aderenti devono accantonare quote di capitale proporzionate al rischio assunto, valutato attraverso lo strumento del rating.
L'accordo è strutturato in tre "pilastri":
- Requisiti patrimoniali;
- Controllo delle autorità di vigilanza;
- Disciplina di mercato e trasparenza.

Il testo dell'accordo nella versione definitiva nel giugno del 2004, è entrato in vigore nel gennaio 2007, con una proroga di un anno concessa alle banche che hanno adottato il metodo advanced. A seguito della crisi finanziaria che ha colpito alcuni importanti istituti di credito, una nuova versione dell'accordo è stata emanata con il nome di Basilea III.

## Motivazioni storiche dell'accordo
A partire dagli anni novanta la gestione del credito da parte di numerosi istituti di credito s'è rivelata poco prudente e ci si è accorti dei limiti del quadro normativo in base al quale il rischio connesso ai prestiti concessi dalle banche alle imprese.
L'accordo esistente sull'argomento, il Basilea I risultò incentrato su una visione semplificata dell'attività bancaria e della rischiosità delle aziende.
Inizialmente, la principale preoccupazione dei partecipanti al Gruppo Basilea II fu la salvaguardia della stabilità del settore bancario, perno attorno al quale ruotano le economie mondiali: la logica del nuovo accordo ruota intorno all'idea che le banche non debbano assumere rischi eccessivi e debbano tutelarsi dai rischi assunti.
Lo scopo di Basilea II è assicurare una stabilità del sistema bancario e di modificare il rapporto tra banca e impresa, fondandolo su fiducia reciproca, informazioni reali, da aggiornarsi continuamente, vincolate alla effettiva capacità di produrre reddito in prospettiva di una crescita futura e non solo degli obiettivi a breve termine.
L'atteggiamento che le banche dovranno adottare va in direzione di una maggiore responsabilità, sia nei confronti delle aziende, sia nei confronti dei risparmiatori. Il sistema economico italiano, in particolare, ha bisogno di una maggiore intersezione tra banche, imprese e risparmiatori per dischiudere molte potenzialità.
Basilea II imponeva un limite al livello di rischiosità dei prestiti, e al di sotto di una certa soglia di rischio non poneva restrizioni alla quantità di denaro che un istituto di credito può erogare.
In Europa sono rimaste in vigore altre normative che ponevano un limite assoluto alla quantità di denaro che una banca può prestare, al di là del profilo di rischio degli investimenti, quali la riserva frazionaria e un rapporto fra crediti erogati e patrimonio di vigilanza.
Negli Stati Uniti, nel 1999 fu approvata una legge che abrogava il Glass-Steagall Act, e in particolare la separazione fra banca commerciale e banca d'investimenti. Seguì una concentrazione nel settore che portò a un oligopolio di grandi istituti come Citigroup, o l'AIG o la Bank of America.
Su pressione dell'Unione Europea, il 28 aprile 2004 le cinque maggiori banche del settore si riunirono - con l'ausilio dell'allora capo della Goldman-Sachs e futuro Segretario del Tesoro Hank Paulson - e lanciarono una proposta al capo della SEC di allora, William Donaldson (nominato da George Bush), ex banchiere d'investimento. Le banche proposero di accettare nuove norme che impedissero loro di intraprendere iniziative troppo rischiose, se avessero ottenuto in cambio la rimozione di qualsiasi limite alla quantità di prestiti che volessero effettuare. Donaldson diede il suo assenso alla proposta, e le nuove norme furono sufficienti a far sì che l'Unione Europea ritirasse la minaccia di imporre proprie regole alle operazioni estere delle banche statunitensi, secondo il principio dell'home country control.

## I principi cardine di Basilea II
Nodo fondamentale del problema risultò essere che l'accordo Basilea I valutava le aziende in base a requisiti molto semplificati: da quanto tempo esisteva una certa ditta, che patrimonio possedeva, quale ragione sociale. In una parola Basilea I si limitava a prendere atto della "storia" patrimoniale di una ditta, e della capacità attuale di rimborso della stessa, senza avere la possibilità di valutare se, quanto e in quanto tempo la ditta avrebbe generato reddito. Questo induceva un notevole immobilismo e penalizzava fortemente tutta una serie di settori e di investimenti, primi fra tutti quelli sull'innovazione e sulla ricerca.
Era quindi necessario elaborare una struttura di analisi molto più sofisticata per potere comprendere la realtà del mercato, che negli anni era notevolmente cambiata. Inoltre le banche si resero conto che il loro ruolo di semplici prestatori andava evoluto in un ruolo di maggior responsabilità, cooperazione e integrazione tra impresa e istituto di credito, se si desiderava che il mercato non stagnasse, ma continuasse a crescere in modo realmente produttivo.
Gli accordi hanno elevato la riserva frazionaria delle banche al 2% e fissato il coefficiente di salvaguardia sempre all'8%. Le sofferenze (ossia crediti inesigibili) delle maggiori banche italiane sono al di sopra della media europea che è dell'1.1%.
Gli accordi di Basilea II hanno fissato il coefficiente di solvibilità all'8%. Tale coefficiente fissa l'ammontare minimo di capitale che le banche devono possedere in rapporto al complesso delle attività ponderate in base al loro rischio creditizio. In altri termini è una frazione il cui numeratore è dato dall'ammontare di patrimonio di cui dispone una banca ed il denominatore dall'ammontare delle attività ponderate per classi di rischio. Se si considera invece il rapporto tra attivo ponderato e patrimonio di vigilanza il valore richiesto dagli accordi di Basilea II corrisponde a 12,5.
I requisiti minimi patrimoniali devono coprire le perdite inattese dovute a tre rischi:
- Rischio di credito
- Rischio di mercato
- Rischio operativo, che ne rappresenta la maggiore novità.

La formula per la determinazione del patrimonio di vigilanza viene così ampliata e rivista:
```
Patrimonio regolamentare ≥ 8% di [ (RWA Rischio Credito) + (RWA Rischio Mercato) + (RWA Rischio Operativo) ]
```

## Rischio operativo
Con la collaborazione degli operatori di settore, il Comitato di Basilea ha individuato i principali fattori di rischio operativo:
- frode interna - esempi: alterazione intenzionale di dati, sottrazione di beni e valori, operazioni in proprio basate su informazioni riservate;
- frode esterna - esempi: furto, contraffazione, falsificazione, emissione di assegni a vuoto, pirateria informatica;
- rapporto di impiego e sicurezza sul posto di lavoro - esempi: risarcimenti richiesti da dipendenti, violazione delle norme a tutela della salute e sicurezza del personale, attività sindacale, pratiche discriminatorie, responsabilità civile;
- pratiche connesse con la clientela, i prodotti e l'attività - esempi: violazione del rapporto fiduciario, abuso di informazioni confidenziali, transazioni indebite effettuate per conto della banca, riciclaggio di denaro di provenienza illecita, vendita di prodotti non autorizzati;
- danni a beni materiali - esempi: atti di terrorismo e vandalismo, terremoti, incendi, inondazioni;
- disfunzioni e avarie di natura tecnica - esempi: anomalie di infrastrutture e applicazioni informatiche, problemi di telecomunicazione, interruzioni nell'erogazione di utenze;
- conformità esecutiva e procedurale - esempi: errata immissione di dati, gestione inadeguata delle garanzie, documentazione legale incompleta, indebito accesso consentito ai conti di clienti, inadempimenti di controparti non clienti, controversie legali con fornitori.

Sono previste tre metodologie di valutazione del rischio operativo.

### Metodo Base (BIA)
Basic Indicator Approach
Requisito = α * GI
Il Requisito di capitale si ottiene moltiplicando il coefficiente α, che al momento è stato fissato al 15%, per l'ammontare del Gross Income [Margine di Intermediazione Lordo] (media degli ultimi tre anni).

### Metodo Standard (TSA)
Standardised Approach
Requisito = ∑ (β * GI)
- Attività di investimento
  - Corporate Finance: 18% (Beta Factor)
  - Negoziazione e Vendite: 18%
- Attività Bancaria
  - Intermediazione al dettaglio: 12%
  - Retail Banking: 12%
  - Commercial Banking: 15%
- Altre attività
  - Pagamenti e Regolamenti: 18%
  - Gestione Fiduciarie: 15%
  - Asset Management: 12%

### Metodo Avanzato (AMA)
Il requisito è basato sulla stima dei rischi operativi del sistema di misurazione interno della banca. I metodi interni si basano su rilevazioni di serie storiche di eventi di perdita, oltre che su previsioni di fenomeni di rischio, tenendo conto delle probabilità di accadimento, dell'importo medio di perdita attesa per ciascun evento e dell'importo massimo di perdita possibile per ogni rischio (worst case). L'uso dell'AMA è soggetto all'approvazione del Organo di Vigilanza.

## Rischio di credito
Ai fini della ponderazione delle attività per il rischio di credito assume una importanza fondamentale l'attribuzione del rating al cliente (sia esso azienda o persona fisica).

### Il rating
Il rating è l'insieme di procedure di analisi e di calcolo grazie al quale una banca valuta quanto un cliente sia rischioso e quanto sarà produttivo in futuro, se gli venisse concesso il credito che chiede. Tramite il rating si calcola la probabilità di default ovvero la Pd (probability of default) associata ad ogni classe di rischio misurata negli anni passati, si raccolgono nuove informazioni sulla capacità di generare reddito futuro del beneficiario.
Il rating di Basilea II cambia notevolmente rispetto al passato ed è improntato a una notevole flessibilità, restando però vincolato ad un controllo incrociato di enti interni ed esterni all'istituto. Basilea II, infatti, introduce la possibilità, per gli istituti di credito, di affiancare ai rating emessi dalle agenzie specializzate, Ecai (External Credit Assessment Institution), rating prodotti al proprio interno. Ciò significa che le banche potranno dotarsi di strumenti particolareggiati volti alla misurazione del rischio. Oltre alla metodologia standard, troviamo il metodo di misurazione IRB (Internal Rating Based Approach), diviso a sua volta nel metodo di base e nel metodo avanzato.
Questa novità procedurale fornisce molte più informazioni rilevanti e permette di fare valutazioni molto più concrete e realistiche.
Il fatto che le banche possano usare strumenti analitici propri implica, chiaramente, la necessità di assicurare principi di trasparenza ed omogeneità. Le banche dovranno riferirsi a modelli che trovano le loro radici in procedure automatizzate; così un sistema di rating risulta essere l'intero complesso di raccolta, selezione, organizzazione, e valutazione delle informazioni sui soggetti che compongono il portafoglio crediti della banca, le regole che ne presiedono il funzionamento, le classi di rischio e le probabilità di insolvenza che le contraddistinguono.
Il processo ed i suoi metodi, inoltre, sono ulteriormente supervisionati da strutture diverse ed indipendenti ed è chiesta espressamente una forte coerenza interna dei modelli ed un rodaggio di almeno tre anni per verificarne la validità: infatti gli istituti italiani stanno già adottando quei modelli in prospettiva dell'entrata in vigore della normativa nel 2007.
I "fornitori di rating", per essere in regola con Basilea II, dovranno soddisfare una serie di requisiti, riguardanti in particolare la trasparenza e l'omogeneità dei criteri adottati. Una banca, inoltre, potrà "attingere" rating da più fonti, ma pur sempre nel rispetto di un insieme di regole volte a prevenire comportamenti opportunistici. Ad esempio, non sarà possibile scegliere, per ogni cliente, l'agenzia che gli assegna il rating migliore, così da ridurre il requisito patrimoniale totale.
Le modifiche dell'approccio di rating comportano costi aggiuntivi dal punto di vista operativo. Tuttavia garantiscono informazioni maggiori, più realistiche e precise, più ancorate ai cambiamenti della realtà. È più facile calcolare la vera percentuale di rischio, evitando di assumersi rischi inutili da un lato ed individuando esattamente, dall'altro, la quota di accantonamento che si deve prevedere, evitando di fissarla troppo in alto e dovendo quindi ricaricare i suoi costi sul cliente.

## Metodologie di ponderazione del rischio di credito
Basilea II prevede tre approcci diversi:

### Metodologia STANDARD (Standardized Approach)
Non presenta sostanziali cambiamenti rispetto all'accordo di Basilea I, e prevede l'accantonamento medio dell'8% delle attività ponderate per il rischio (inteso come valore degli impieghi ponderate sulla base delle caratteristiche della controparte affidata ovvero del finanziamento concesso). Inoltre, seguendo il principio dei requisiti patrimoniali proporzionali al rischio degli impieghi, propone che alle attività venga assegnato un fattore di ponderazione stimato da agenzie esterne (rating).
Questo correttivo permette agli istituti di credito una certa sensibilità degli accantonamenti: ad un rating molto alto (AAA) corrisponderà un accantonamento più basso dell'8%, perché si ritiene che l'azienda che chiede un credito dia eccellenti garanzie di restituirlo nei tempi e modi previsti. Di contro, ad un rating basso CCC corrisponderà un accantonamento maggiore.
La metodologia standard analizza variabili qualitative e quantitative di tipo statico, come la categoria economico-giuridica dell'azienda da finanziare, o la dimensione aziendale. Questa metodologia costituisce una piramide relazionale, per cui esiste una sorta di mediazione nel rapporto tra banca-impresa. Quindi è, a ben vedere, una fonte di deresponsabilizzazione per le banche.

### Metodologia IRB Foundation (FIRB)
La precedente metodologia ha il difetto di creare instabilità nel sistema economico, e soprattutto è causa di scarsa cura nei rapporti banca-impresa; per ovviare a questa impasse, il Comitato di Basilea ha introdotto una nuova metodologia.
Questa nuova concezione di valutazione del rischio crea un rapporto diretto tra banca (prestatore) e cliente (prenditore), basato su parametri più realistici e flessibili di quelli della modalità standard.
In sostanza, l'accordo prevede che le banche possano calcolare, sulla base di strumenti analitici propri (previamente approvati dagli organi di vigilanza), la PD (probabilità di default).
La definizione di default deve avere valore comune a livello internazionale, dato che i finanziamenti si muovono su scala internazionale. La definizione data è la seguente: si ha default del prenditore al ricorrere di almeno una tra due condizioni: la prima di tipo soggettivo (la banca ritiene improbabile che il debitore adempia in pieno alle sue obbligazioni) e la seconda di tipo oggettivo (sussiste un ritardo nei pagamenti di almeno 90 giorni - 180 giorni per l'Italia fino al 2011).

### Metodologia IRB Advanced
È l'approccio più avanzato, sofisticato e, per conseguenza, costoso. Calcola infatti altri due fattori distinti: LGD (Loss Given Default), EaD (Exposure at Default) e la Maturity, che nell'approccio FIRB assumono valori determinati dall'Autorità di Vigilanza.
L'LGD (letteralmente, la perdita manifestata in caso di insolvenza) risponde alla domanda: "Se il cliente a cui presto dei soldi sarà inadempiente, quale percentuale del prestito andrà persa, al netto dei recuperi?".
L'EaD (letteralmente, l'esposizione presente al manifestarsi dell'insolvenza) implica la domanda: "E quale sarà l'importo effettivamente prestato al momento dell'insolvenza? Cioè a che punto della storia del prestito il mio debitore avrà seri problemi con i pagamenti? Quanto mi avrà restituito nel mentre?"

## Rischio di mercato
Il rischio di mercato è definito come il rischio di perdite derivanti da negoziazione di strumenti finanziari sui mercati, indipendentemente dalla loro classificazione in Bilancio. Fra i rischi ponderati sono presenti il rischio di cambio, di tasso e di controparte. La determinazione del rischio di mercato viene tipicamente attribuita ad una specifica funzione aziendale, tipicamente la funzione di Risk Management, che su incarico del Consiglio di Amministrazione si occupa di applicare i modelli di ponderazione delle attività per il rischio di mercato.
Sono previste due metodologie di valutazione del rischio di mercato, entrambe basate sul VaR (Value at Risk) ma molto diverse fra loro in termini di risultati ottenuti.

### Metodo Standard
Con il metodo standard il Var viene calcolato applicando una percentuale fissa (30%) alla media delle ultime tre misurazioni dell'indicatore rilevante. Per Indicatore Rilevante si intende in genere il fatturato, per un intermediario finanziario o azienda bancaria corrisponde al margine di intermediazione.

### Metodo Avanzato
Per l'attuazione del Metodo Avanzato la funzione di Risk Management deve disporre di strumenti evoluti che consentano la rilevazione tempestiva delle informazioni correlate ai mercati, ai corsi azionari ed alle controparti.

## Pro e Contro di Basilea II: cosa cambierà
Il grande pregio di Basilea II è il realismo delle analisi del rapporto rischio/redditività e la necessità di aggiornarle di continuo, seguendo dunque le aziende e il mercato molto più da vicino. Questo favorisce gli investimenti in innovazione e ricerca, che sono più rischiosi, ma possono generare maggiore reddito nel futuro e maggior crescita economica. Basilea II, inoltre, darà alle banche una maggior discrezionalità nelle decisioni imprenditoriali di quelle imprese che chiedano un credito: in questo senso la banca diventa una sorta di Consulenza-controllore di qualità dell'impresa. Il contro è che i rating e le metodologie previsti hanno costi molto più elevati. Alcuni imprenditori, inoltre, lamentano la prospettiva dell'ingerenza degli istituti nelle decisioni strategiche delle aziende, come una mancanza di autonomia.
Questa attribuzione di poteri nei confronti degli istituti è fortemente criticata da molti circoli liberali europei, in quanto in realtà le banche raramente operano questo "controllo di qualità", o quando lo fanno ciò avviene con una discrezionalità tutt'altro che omogenea. Ancora una volta, essi sostengono, l'eccesso di regolamentazione sfocia in una falsa percezione di sicurezza, nella quale gli attori (creditori e debitori) operano sotto un regime a "scaricabarile".
L'ovvia conseguenza è che queste analisi, e soprattutto l'IRB advanced, potrebbero essere alla portata solo degli istituti più grossi e questo definisce una discriminante tra banche medio-piccole e grandi.
Più accurate sono le analisi e le informazioni che una banca può ottenere rispetto ad un'impresa, meno la banca rischia che l'impresa non restituisca i soldi che le sono stati prestati. Meno la banca rischia, meno ha necessità di accantonare denaro (il cosiddetto requisito minimo) per tutelarsi. Meno denaro accantona, meno lo deve ricaricare sui clienti, risultando, quindi, più competitiva di una che non abbia effettuato analisi così specifiche.
Ne consegue che i grandi istituti, in grado di supportare i costi di queste analisi particolarmente complesse, potranno detenere requisiti patrimoniali minimi minori rispetto a quelli necessari per gli istituti più piccoli. Basilea II introduce, di fatto, una discriminante forte tra istituti di credito.

## Prospettive future: il problema delle PMI e il caso Italia
Nell'ottica di Basilea II cambiano i ruoli per le piccole e medie banche. Infatti queste potrebbero operare sul mercato dei crediti differenziandosi dalle grandi banche mediante una focalizzazione maggiore nella concessione di crediti alle piccole e medie imprese (PMI).
Un rinnovato rapporto gioverebbe ad entrambe le parti: le imprese, infatti, costituirebbero rapporti fiduciari con istituti di credito presenti nel territorio, i quali hanno una maggior consapevolezza informativa della storia della azienda e del mercato nel quale opera, rispetto ad un grosso istituto centrale. Di contro, gli istituti locali avrebbero l'opportunità di crescere trasformando la loro prospettiva locale in globale: le PMI costituiscono in certi casi dei centri di eccellenza che sicuramente non operano su mercati di grande scala, ma comunque competono a livello internazionale; in altri casi la sopravvivenza stesse delle imprese di piccole e medie dimensioni è legata alla capacità di confrontarsi con i mercati esteri.
Confrontandosi a livello internazionale, avranno bisogno di partner finanziari che adottano prospettive internazionali. In questa ottica il passaggio dalla figura della banca-foraggiatrice a quello della banca-assistente controllore e consulente può certamente contribuire a ridurre la presenza di intrecci poco chiari tra banche e alta finanza e la stagnazione di mercato favorendo di contro la crescita delle piccole realtà in realtà più grandi e competitive. Inoltre un approccio vincolato a concetti di controllo e adattamento rispetto al mercato potrà consentire alle imprese di sviluppare una mentalità orientata non più solo a obiettivi a brevissimo termine, ma a una produttività a medio lungo termine, indispensabile per una crescita reale e solida. Non guardare al futuro sviluppo etico-economico vorrebbe dire ingessare il sistema dei finanziamenti-investimenti.
Basilea II è stata sottoposta da più parti a critiche per l'atteggiamento indotto nei confronti delle PMI. Una PMI, infatti, ha minori possibilità di generare reddito o di generarne di ingente. Inoltre in alcuni paesi la PMI è solitamente a conduzione familiare e quindi contraria all'ingresso di soci e capitali esterni, da un lato, non attrezzata nel settore analisi e gestione finanza dall'altro. In tal senso Basilea II è già stata sottoposta a diverse modifiche, soprattutto sotto la spinta dei governi di Germania e Italia, ma il rischio resta e l'accordo continua a generare polemiche.
Se osserviamo la situazione italiana, in particolare, notiamo sia il rischio sia la potenzialità di un cambiamento di questo tipo.
L'Italia è un Paese che deve la sua ossatura produttiva alle PMI, inoltre ha un sistema economico molto chiuso, rattrappito, carente di quella capacità di innovare che è la molla necessaria per la competitività.
L'origine del problema italiano è da rintracciarsi in una serie di motivi storici e politici il cui risultato non è più sostenibile nel quadro economico internazionale. L'introduzione delle nuove metodologie dovrebbe spingere le banche a cambiare strategie, se anch'esse vogliono competere a livello internazionale.
Le banche hanno da tempo iniziato a prendere atto delle nuove problematiche elaborando previsioni e cercando di coinvolgere i propri clienti nella scoperta delle specifiche della nuova disciplina. Sono infatti costrette a confrontarsi sul piano internazionale e vivono un regime di stringente concorrenza. Le imprese, invece, sono rimaste in buona parte ferme. Sondaggi rilevano come il 50% degli imprenditori non sappia neanche cosa sia Basilea II e men che meno cosa offra e richieda in cambio.
Le PMI italiane non hanno maturato una mentalità in grado di valutare quanto possa convenire la novità in termini di sviluppo futuro. Gioca un ruolo importante anche il fatto che da più parti si è sfavorevoli ad abbandonare la cattiva consuetudine nazionale, basata sulla netta prevalenza del finanziamento a breve e sul divieto di far entrare capitali di terzi all'interno dell'impresa familiare. Le imprese italiane dimostrano di rifiutare, mediamente parlando, l'ingresso di soci e di capitali esterni nell'impresa familiare nel modo più assoluto e anche se il rifiuto dovesse implicare che l'azienda smette di crescere e di essere produttiva.
L'ovvia conseguenza è che le PMI Italia risultano avere un livello di capitalizzazione basso, specie raffrontato con le loro numerose sorelle francesi e britanniche: inoltre, le prime fanno largo uso di strumenti di finanziamento emessi dalle grandi banche popolari e le seconde dei capitali facilmente reperibili in borsa. Le imprese tedesche, invece, godono della presenza di un unico istituto bancario di riferimento, coinvolto anche negli aspetti operativi dei processi aziendali.
Per le imprese italiane in particolare, storicamente sottocapitalizzate e ancora basate sul pluriaffidamento bancario a breve, quello di capitalizzazione sarà l'indicatore che darà più preoccupazioni: la ristrettezza del capitale proprio non è certo un segnale di solidità e di propensione al rischio. Senza contare che a tutt'oggi la pratica delle garanzie personali a fronte dei finanziamenti è stata circoscritta dalla nuova normativa a casi particolari, per cui non può più essere di soccorso. L'immissione di nuovo capitale di rischio, attraverso l'ingresso di nuovi soci o l'utilizzo di nuovi strumenti finanziari, sembrerebbe essere l'unica via percorribile per diminuire il proprio grado di rischiosità, ma si scontra fondamentalmente con due fenomeni: da una parte la riluttanza patologica di molte imprese, specie se a conduzione familiare, a diluire la proprietà e a permettere l'ingresso a nuovi soci; dall'altra la mancanza di una politica fiscale che incentivi in modo deciso la capitalizzazione.
Le PMI italiane rischiano quindi, ancora più delle loro sorelle di essere maggiormente penalizzate dalle nuove regole: la prospettiva è tutt'altro che irrilevante e desta gravi preoccupazioni se si consideri che le PMI costituiscono la base produttiva del sistema economico italiano.
Questo tipo di aziende dovrebbero partire dalla costruzione di un database dei propri bilanci riclassificati, in modo da evidenziare la qualità e l'attendibilità del loro bilancio d'esercizio e da riassumere le rispettive situazioni di redditività, solidità e liquidità. Evidenzierebbero i punti di forza ma anche i punti di debolezza e potrebbero correre immediatamente ai ripari.
È però innegabile che l'analisi finanziaria previsionale richiede investimenti di non poco conto in strumenti e tecnologie, che le microimprese in particolare non possono affrontare, e sarebbe auspicabile, in questo senso, che esse instaurassero un rapporto di consulenza con le banche. Tale processo, però, incontra barriere di non poco conto, soprattutto psicologiche: è difficile, infatti, che l'imprenditore si risolva a trasmettere all'esterno dati prima gelosamente custoditi e a sottoporsi al giudizio di terzi.
Conoscere con un certo grado di approssimazione quali sono le reali possibilità di successo e qual è il verosimile ritorno di un investimento è condizione indispensabile per saper presentare alla banca il progetto da finanziare su basi più solide, suffragate da dati verosimili. L'analisi previsionale ha, tuttavia, dei limiti: è estremamente difficoltoso valutare il grado di adeguatezza e di errore delle valutazioni espresse, tanto più che quasi sempre tale analisi si risolve in un ribaltamento del passato sul futuro, cosa ben poco verosimile.
Ne deriva che risulta essere fondamentale una gestione corretta che ponga la giusta attenzione alle posizioni di redditività e di equilibrio finanziario, oltre che l'autovalutazione delle imprese (attraverso i sistemi di assegnazione del rating utilizzati dalle banche o indici di sintesi più facilmente padroneggiabili), e, non meno importante, una corretta impostazione delle linee di azione per correggere scelte inadatte e consolidare situazioni patrimoniali o reddituali vacillanti.
Un rapporto di maggior controllo fattuale da parte della banca, inoltre, renderebbe anche assai più oneroso, difficile e rischioso per l'impresa avere scarsa cura del proprio assetto patrimoniale e perpetrare falsi in bilancio. Le banche, infatti, rischiando di concedere denaro che non verrà loro restituito e avendo gli strumenti adatti, effettuano analisi estremamente minuziose alla ricerca di falle e discrepanze nelle dichiarazioni patrimoniali. Un'impresa che maneggi o annacqui i bilanci si vedrebbe assegnare un rating molto più basso e pagherebbe molto di più il denaro che le verrebbe concesso, sempre che la banca si decida a concederlo.
Si può dunque auspicare che gli accordi di Basilea II contribuiranno, molto più di tanti altri interventi ad hoc, a fare del bilancio una true and fair view dello stato della gestione aziendale.
Ovviamente tutto ciò deve sempre basarsi su criteri di veridicità e trasparenza, che sicuramente è una base solida per costituire il rapporto banca-impresa.

### Basilea III
Il Comitato di Basilea per la supervisione bancaria ha rilasciato, nel dicembre 2010, nuove regole a garanzia della stabilità del sistema bancario, note come "Basilea III"; queste nuove regole dovranno integrare o sostituire sia la versione del 1988 (Basilea I) sia la versione Basilea II entrata in vigore nel 2008.
Le nuove regole introdotte con Basilea 3 definiscono nuovi standard internazionali per l'adeguatezza patrimoniale delle banche e nuovi vincoli di liquidità. Le regole sono state convenute dai governatori e dai presidenti delle autorità di vigilanza dei paesi membri, e approvate dai leader del G20 al summit di Seoul.
Gli effetti che l'adozione di Basilea III potrebbe avere sull'economia reale e sulla crescita sono oggetto di controversie. Alcuni critici sostengono che questo sistema di regole, dato l'attuale livello del capitale di classe 1 di importanti istituti bancari potrebbe creare il rischio di stretta del credito, soprattutto se implementato in una fase di recessione economica.

## Basilea II e la funzione aziendale Finanza
Come precedentemente affermato, le sfide che Basilea II lancia al mondo dell'impresa hanno come implicazione diretta la necessità del fattivo contributo di un reparto finanziario esperto, dotato di competenze specialistiche e di un valido sistema informativo. Ciò comporta che la funzione finanza, ormai troppo spesso confinata al ruolo di semplice controllo finale dei cicli aziendali, sia oggetto di un ripotenziamento. Le risorse qualificate, che in tale funzione dovranno essere inserite, dovranno riportare alla funzione finanza le seguenti competenze:
- elaborazione dei documenti richiesti dalle banche nel processo di valutazione,
- confronto dei diversi approcci di ciascuna banca in modo da poter valutare l'offerta ed individuare la più idonea a soddisfare le proprie esigenze,
- individuazione, in sede di pianificazione, dell'impatto che ogni decisione strategica va ad avere sul rating, e la conseguente analisi delle diverse alternative riguardo alla gestione futura,
- programmazione anticipata della necessità di risorse finanziarie,
- predisposizione di materiale adeguato nella direzione della trasparenza informativa nei confronti delle banche, con poste di bilancio più aderenti alla realtà e dati riguardo alla Corporate Governance e ai sistemi di pianificazione.

## Prospettive future e il differenziarsi degli istituti di credito: specializzarsi nel rischio
Come si è detto, alle banche non è richiesto di adottare un modello unico, quanto di garantirne la correttezza e assoluta trasparenza. Si pensa, infatti, che adottando modelli diversi le banche si possano specializzare in settori diversi di credito e adattarsi meglio al mercato. È probabile, infatti, che banche diverse si dedichino a diversi segmenti di clientela: Aziende, PMI, dettaglianti, ecc. ed è altrettanto probabile che gli istituti si diversifichino anche in riferimento ai diversi settori di basso, medio, alto rischio. Il differenziarsi nell'adozione di modelli diversi porterebbe un maggior grado di concorrenza e una maggior trasparenza, sempre assumendo che valga un principio di comportamento etico.
È probabile che si impongano modelli differenti, possiamo citare quelli di stima della Probabilità di default, quali:
- Judgemental
- Statistical
- Expert-constrained judgemental